# Alfa Romeo 85
L’Alfa Romeo 85 è stato un autocarro prodotto dall'Alfa Romeo dal 1934 al 1939.

## Storia
Erede del 50, come il suo antenato derivava da un autocarro Büssing (azienda di cui l'Alfa era dal 1931 licenziataria) di cui era la versione rivista.
Tre le versioni disponibili: 85 (con passo di 5,2 metri), 85 C (con passo di 4,6 metri) e 85 G (con alimentazione a gassogeno, prodotta dal 1935 e vincitrice in quell'anno di un concorso internazionale per camion a gassogeno sul percorso Roma-Bruxelles-Parigi). A questi si affiancava la versione autobus 85 A, erede del precedente 40 N.
Con la presentazione del camion medio 350, avvenuta nel 1935, l'85 fu aggiornato esteticamente con l'adozione delle prese d'aria apribili su cofano; due anni dopo la calandra fu ridisegnata, riprendendo quella del 500.
Nel 1936 fu lanciato il filobus 85 AF,  derivato dall'85 A e primo mezzo del suo genere realizzato dalla Casa del Portello. Del 1937 è l'85 AM, autobus con motore alimentato a metano.
La produzione cessò nel 1939, a seguito di un decreto legge che imponeva la costruzione di un modello di autocarro unificato rispondente ai capitolati militari del Regio Esercito. Sono stati prodotti 21 85 a passo lungo, 370 85 C, 33 85 CG, 94 85 A, 2 85 AG e 1 85 AM.

## Caratteristiche tecniche
L'Alfa Romeo 85 montava un motore Diesel sei cilindri (tipo F6M 317E) a precamera di 11.560 cm3 di cilindrata che erogava una potenza di 110 CV. Questo propulsore era il medesimo di quello che era montato sull'Alfa Romeo 80 e sul 110 A, e in seguito fu potenziato a 125 CV. Sugli 85 alimentati a gassogeno fu montato il motore tipo AG6, portato a 12.517 cm3 con la maggiorazione dell'alesaggio, con una potenza di 110 CV e consumo di 140-180 kg di legna per 100 km. L'85 AM a metano aveva la stessa cilindrata degli 85 a gassogeno e potenza di 160 CV